# Драга (Шмарєшкі Топлиці)
Драга (словен. Draga) — поселення в общині Шмарєшкі Топлиці, регіон Південно-Східна Словенія, Словенія.